# Petri Kontiola
Petri Kontiola (* 4. října 1984, Seinäjoki) je finský hokejový útočník momentálně hrající za tým Ilves v nejvyšší finské lize.

## Hráčská kariéra

### Finsko
Petri Kontiola začal svou kariéru jako hokejista v rodném Finsku. V organizaci Tappary hrál za juniory od roku 2001, dříve působil v celku Kiekko. V sezóně 2003/04 se překvapivě prosadil do hlavního týmu, působil na pozici centra čtvrtého útoku. Sbíral asistence a předváděl spolehlivé výkony. Ke konci sezóny chytil střeleckou formu, zatímco celý rok ani jednou neskóroval, v posledních pěti zápasech nastřílel čtyři branky. 13 bodů mu nakonec vyneslo třetí příčku v tabulce produktivity nováčků SM-liigy. V klubu odehrál čtyři sezóny 2003 až 2007 a v sezónách 2005/06 a 2006/07 byl také nejproduktivnějším hráčem svého týmu, za který nasbíral za 200 zápasů celkem 129 bodů.

### První štace v Zámoří
V draftu 2004 si jej vybralo v sedmém kole jako 196. celkově Chicago Blackhawks. Následně s klubem podepsal dvouletou nováčkovskou smlouvu. První zámořskou sezonu může považovat za úspěšnou, i když si ji možná představoval jinak. Z kempu Blackhawks byl při posledním zúžení soupisky poslán do Rockfordu, hrajícího AHL, kde většinu sezóny patřil k vůdcům a byl druhým nejproduktivnějším hráčem i nahrávačem za Martinem St. Pierrem, když v 66 utkáních nasbíral 68 bodů za 50 asistencí a 18 branek. Nejlepší v týmu byl v bodování +/- se 17 kladnými body. V playoff přidal 10 bodů ve 12 utkáních, ale IceHogs ve 2. kole nestačili na Chicago Wolves, když muselo rozhodnout až 7. utkání. První zápas V NHL odehrál 25. listopadu 2007, v zápase proti Vancouveru Canucks, ve kterém vyšel bodově naprázdno. Prvního bodu se tak dočkal o necelý měsíc později, když v zápase proti Nashvillu Predators asistoval u prvního gólu zápasu Robertu Langovi. Dne 4. března 2009, byl vyměněn spolu s Jamesem Wisniewskim do Anaheimu Ducks výměnou za Samuela Påhlssona a Logana Stephensona a podmíněného draftu 2009. Byl okamžitě poslán do farmářském týmu Iowa Chops a tam hrál zbytek sezóny. V NHL celkem odehrál 12 utkání, ve kterých nasbíral 5 asistencí.

### Kontinentální hokejová liga
Dne 26. května 2009 podepsal dvouletý kontrakt s Metallurgem Magnitogorsk hrajícího kontinentální hokejovou ligu. Svou první sezónu v KHL začal slibně, když se s týmem probojoval do playoff, kde ve čtvrtfinále nestačil na Kazaň. V následujícím ročníku ovládl kanadské bodování ve svém klubu, když si v 54 zápasech na své konto připsal 48 bodů a hlavně jeho zásluhou se s týmem opět probojoval do playoff. V semifinále však Metallurg nestačil na Ufu. Za dobré výkony v průběhu sezóny si zahrál i Utkání hvězd KHL. Po sezóně mu Magnitogorsk nenabídl novou smlouvu, a tak se 3. května 2011 stal novým hráčem Traktoru Čeljabinsk, se kterým podepsal kontrakt na 2 roky. V sezóně 2011/12 se s týmem probojoval do semifinále, kde nestačil na Avangard Omsk. Sezóna 2012/13 se mu povedl nadmíru dobře, i když v základní části byl až třetí v klubovém bodování, tak ve vyřazovacích bojích se naplno rozjel. S týmem se probojoval do finále Gagarinova poháru, kde jeho mužstvo nestačilo na obhájce titulu Dynamo Moskvu, avšak Kontiola ovládl kanadské bodování playoff, když si ve 25 utkáních připsal 10 gólů a 9 asistencí. V druhé sezóně v dresu Čeljabinsku 2013/14 se s týmem neprobojoval do vyřazovacích bojů, když jeho mužstvo obsadilo první nepostupové 9. místo ve východní konference a jen o kousek jim tak unikl postup. Útěchou pro Kontiolu však mohlo být, že skončil první v klubovém bodování, když si připsal 37 bodů za 15 branek a 22 asistencí..

### Druhá štace v Zámoří
Po výkonech, které předváděl v KHL a na mezinárodní scéně, se o něj začali zajímat některé kluby z NHL. Jedinou podmínkou, aby mu nějaký klub mohl nabídnout smlouvu v zámoří bylo, že se musel vyplatit ze své stávající smlouvy s Čeljabinskem. Což taky později udělal a 3. července 2014 podepsal už jako volný hráč s týmem Toronto Maple Leafs roční kontrakt, za který si měl přijít celkem na 1,1 miliónu dolarů.

### Návrat do KHL
Ovšem, po 11 zápasech bez jediného bodu, se dohodl s vedením Marlies, aby byla jeho smlouva vypovězena a on se tak mohl vrátit zpět do KHL. O tři dny později získal práva na Kontiolu od Traktoru Čeljabinsk tým Lokomotiv Jaroslavl výměnou za obránce Jegora Martynova a útočníka Alexeja Kručinina. 28. listopadu 2014 pak s vedením Jaroslavle podepsal kontrakt na dva roky.

### Klubové statistiky
| Sezona           | Klub                    | Soutěž           | Základní část | Základní část | Základní část | Základní část | Základní část | Play off | Play off | Play off | Play off | Play off |
| Sezona           | Klub                    | Soutěž           | Z             | G             | A             | B             | TM            | Z        | G        | A        | B        | TM       |
| ---------------- | ----------------------- | ---------------- | ------------- | ------------- | ------------- | ------------- | ------------- | -------- | -------- | -------- | -------- | -------- |
| 2003/04          | Tappara                 | SM-liiga         | 39            | 4             | 9             | 13            | 29            | 3        | 1        | 1        | 2        | 0        |
| 2004/05          | Tappara                 | SM-liiga         | 54            | 8             | 17            | 25            | 24            | 8        | 2        | 2        | 4        | 4        |
| 2005/06          | Tappara                 | SM-liiga         | 56            | 9             | 35            | 44            | 55            | 6        | 1        | 3        | 4        | 0        |
| 2006/07          | Tappara                 | SM-liiga         | 51            | 12            | 35            | 47            | 50            | 5        | 1        | 3        | 4        | 8        |
| 2007/08          | Rockford IceHogs        | AHL              | 66            | 18            | 50            | 68            | 32            | 12       | 5        | 5        | 10       | 4        |
| 2007/08          | Chicago Blackhawks      | NHL              | 12            | 0             | 5             | 5             | 6             | —        | —        | —        | —        | —        |
| 2008/09          | Rockford IceHogs        | AHL              | 61            | 15            | 38            | 53            | 22            | —        | —        | —        | —        | —        |
| 2008/09          | Iowa Chops              | AHL              | 20            | 4             | 5             | 9             | 8             | —        | —        | —        | —        | —        |
| 2009/10          | Metallurg Magnitogorsk  | KHL              | 54            | 7             | 15            | 22            | 24            | 10       | 2        | 2        | 4        | 0        |
| 2010/11          | Metallurg Magnitogorsk  | KHL              | 54            | 14            | 34            | 48            | 36            | 16       | 2        | 6        | 8        | 14       |
| 2011/12          | Traktor Čeljabinsk      | KHL              | 53            | 15            | 22            | 37            | 34            | 16       | 3        | 5        | 8        | 37       |
| 2012/13          | Traktor Čeljabinsk      | KHL              | 44            | 12            | 19            | 31            | 51            | 25       | 10       | 9        | 19       | 12       |
| 2013/14          | Traktor Čeljabinsk      | KHL              | 53            | 15            | 22            | 37            | 34            | —        | —        | —        | —        | —        |
| 2014/15          | Toronto Marlies         | AHL              | 11            | 0             | 0             | 0             | 6             | —        | —        | —        | —        | —        |
| 2014/15          | Lokomotiv Jaroslavl     | KHL              | 26            | 1             | 10            | 11            | 12            | 6        | 0        | 0        | 0        | 0        |
| 2015/16          | Lokomotiv Jaroslavl     | KHL              | 48            | 7             | 25            | 32            | 24            | —        | —        | —        | —        | —        |
| 2016/17          | Lokomotiv Jaroslavl     | KHL              | 59            | 18            | 22            | 40            | 34            | 15       | 2        | 6        | 8        | 14       |
| 2017/18          | Lokomotiv Jaroslavl     | KHL              | 52            | 11            | 16            | 27            | 24            | 9        | 1        | 4        | 5        | 4        |
| 2018/19          | Lokomotiv Jaroslavl     | KHL              | 41            | 9             | 12            | 21            | 10            | —        | —        | —        | —        | —        |
| 2019/20          | Jokerit Helsinky        | KHL              | 61            | 11            | 24            | 35            | 36            | 4        | 1        | 0        | 1        | 0        |
| 2020/21          | Hämeenlinnan Pallokerho | Liiga            | 55            | 14            | 41            | 55            | 54            | —        | —        | —        | —        | —        |
| 2021/22          | Ilves-Hockey            | Liiga            | 52            | 8             | 30            | 38            | 40            | 13       | 1        | 6        | 7        | 6        |
| 2022/23          | Ilves-Hockey            | Liiga            | 58            | 12            | 39            | 51            | 40            | 12       | 1        | 3        | 4        | 6        |
| SM-liiga celkově | SM-liiga celkově        | SM-liiga celkově | 365           | 67            | 206           | 273           | 292           | 47       | 7        | 18       | 25       | 22       |
| KHL celkově      | KHL celkově             | KHL celkově      | 545           | 120           | 221           | 341           | 319           | 101      | 21       | 33       | 54       | 81       |
| NHL celkově      | NHL celkově             | NHL celkově      | 12            | 0             | 5             | 5             | 6             | —        | —        | —        | —        | —        |

## Reprezentační kariéra
Ve finské hokejové reprezentaci debutoval v roce 2004, kdy se na domácím juniorském šampionátu podílel dvěma body na zisku bronzové medaile. Na MS 2007 se poprvé dostal do seniorského mužstva a se sedmi body patřil k lídrům týmu. Tým se dostal až do finále, kde nestačil na Kanadu. Za tři roky se zúčastnil MS v Německu, kde ve čtvrtfinále proti Česku museli rozhodnout až nájezdy. V poslední sérii jel rozhodující nájezd proti Tomáši Vokounovi, který neproměnil a jeho tým tak z turnaje vypadl. Na domácím MS 2012 postoupil s týmem až o boje o medaile, avšak po vyřazení v semifinále s Ruskem prohráli i rozhodující duel o bronz s Českem. Jeho nejzářivější MS přišlo v roce 2013, kdy sice s týmem podlehl v boji o bronz Spojeným státům, nicméně ovládl kanadské bodování šampionátu, když si připsal v 10 zápasech 16 bodů za osm branek a stejný počet asistencí, dostal se do All Stars týmu, a také byl vybrán direktoriátem turnaje nejlepším útočníkem. Kontiola tak překonal finský rekord v bodování na MS, který do té doby držel Saku Koivu z roku 1999. V lednu 2014 ho Erkka Westerlund nominoval na jeho první olympijské hry, které se uskutečnily v ruské Soči. S týmem získal bronzové medaile, když v boji o bronz zdolali tým Spojených států poměrem 5:0. Po olympiádě reprezentoval Finsko i na mistrovství světa, které se konalo v Bělorusku. S týmem se probojoval až do finále, v něm však nestačil na výběr Ruska. S 9 body byl 2. nejproduktivnějším hráčem svého mužstva. Na šampionátu v Česku v roce 2015 nestačil s týmem ve čtvrtfinále na domácí výběr. V 8 zápasech si připsal 2 body za asistenci a branku.

### Reprezentační statistiky
| 2004            | Finsko          | MSJ             | 7  | 1  | 1  | 2  | 2  | . místo  |
| 2007            | Finsko          | MS              | 9  | 2  | 5  | 7  | 2  | . místo  |
| 2010            | Finsko          | MS              | 7  | 3  | 0  | 3  | 2  | 6. místo |
| 2012            | Finsko          | MS              | 10 | 0  | 2  | 2  | 4  | 4. místo |
| 2013            | Finsko          | MS              | 10 | 8  | 8  | 16 | 8  | 4. místo |
| 2014            | Finsko          | ZOH             | 6  | 1  | 4  | 5  | 0  | . místo  |
| 2014            | Finsko          | MS              | 10 | 3  | 6  | 9  | 20 | . místo  |
| 2015            | Finsko          | MS              | 8  | 1  | 1  | 2  | 2  | 6. místo |
| 2018            | Finsko          | ZOH             | 5  | 2  | 4  | 6  | 6  | 6. místo |
| 2021            | Finsko          | MS              | 10 | 0  | 3  | 3  | 2  | . místo  |
| Junioři celkově | Junioři celkově | Junioři celkově | 7  | 1  | 1  | 2  | 2  |          |
| Senioři celkově | Senioři celkově | Senioři celkově | 75 | 20 | 33 | 53 | 46 |          |